# Eredivisie 2019-2020 (pallavolo femminile)
L'Eredivisie 2019-2020 si è svolta dal 12 ottobre 2019 al 8 marzo 2020: al torneo hanno partecipato 10 squadre di club olandesi e la vittoria finale non è stata assegnata ad alcuna squadra a seguito dell'interruzione del campionato a causa della pandemia di Covid-19.

## Regolamento

### Formula
Le squadre hanno disputato un girone all'italiana, con gare di andata e ritorno, per un totale di diciotto giornate; al termine della regular season:
- Le prime sei classificate hanno acceduto alla Pool scudetto, dove hanno dato vita a un round-robin con gare di andate e ritorno per un totale di dieci giornate, dal quale le prime due classificate hanno acceduto alla finale scudetto, giocata al meglio delle cinque gare; le squadre qualificate hanno inoltre ricevuto un punteggio bonus: 5 punti alla prima classificata, 4 punti alla seconda classificata, 3 punti alla terza classificata, 2 punti alla quarta classificata, 1 punto alla quinta classificata e 0 punti alla sesta classificata.
- Le ultime tre classificate hanno acceduto alla Pool salvezza, dove hanno dato vita a un round-robin con gare di andate e ritorno per un totale di quattro giornate, dal quale l'ultima classificata è retrocessa in Topdivisie; le squadre qualificate hanno inoltre ricevuto un punteggio bonus: 2 punti all'ottava classificata, 1 punto alla nona classificata e 0 punti alla decima classificata..
- La formazione federale del Talent Team è esonerata sia dalla Pool scudetto che dalla Pool salvezza, qualunque sia il suo piazzamento al termine della regular season.

A seguito del diffondersi nei Paesi Bassi della pandemia di COVID-19: il 18 marzo 2020 la NeVoBo ha interrotto definitivamente tutte le competizioni dalla Topdivisie alle categorie inferiori, dandosi una possibilità per concludere l'Eredivisie con una formula alternativa, qualora le circostanze lo avessero consentito; il 22 marzo 2020 ha invece interrotto definitivamente anche l'Eredivisie, senza l'assegnazione del titolo e rimandando le decisioni in merito a retrocessioni e promozioni in e dalla Topdivisie, annunciando il 31 marzo 2020 la retrocessione dell'Alterno, ultimo in classifica nella Pool salvezza al momento dell'interruzione del torneo.

### Criteri di classifica
Se il risultato finale è stato di 3-0 o 3-1 sono stati assegnati 3 punti alla squadra vincente e 0 a quella sconfitta, se il risultato finale è stato di 3-2 sono stati assegnati 2 punti alla squadra vincente e 1 a quella sconfitta.
L'ordine del posizionamento in classifica è stato definito in base a:
- Numero di partite vinte;
- Punti;
- Ratio dei set vinti/persi;
- Ratio dei punti realizzati/subiti;
- Risultati degli scontri diretti.

## Squadre partecipanti
Al campionato di Eredivisie 2019-20 partecipano dieci squadre di club olandesi, tra le quali la neopromossa Peelpush.
| Club           | Stagione | Città      | Impianto                         | Stagione precedente      |
| -------------- | -------- | ---------- | -------------------------------- | ------------------------ |
| Alterno        | dettagli | Apeldoorn  | Alternohal                       | 9ª in Eredivisie         |
| Apollo 8       | dettagli | Borne      | De Veste                         | 8ª in Eredivisie         |
| Eurosped       | dettagli | Vroomshoop | Sporthal het Punt                | 4ª in Eredivisie         |
| Flamingo's '56 | dettagli | Gennep     | Optisport Sportcentrum Pica Mare | 5ª in Eredivisie         |
| Peelpush       | dettagli | Meijel     | Sporthal de Körref               | 1ª in Topdivisie         |
| Set-Up'65      | dettagli | Ootmarsum  | Sporthal De Schalm               | 3ª in Eredivisie         |
| Sliedrecht     | dettagli | Sliedrecht | Sporthal De Basis                | Campione dei Paesi Bassi |
| Sneek          | dettagli | Sneek      | Sneker Sporthal                  | 2ª in Eredivisie         |
| Talent Team    | dettagli | Arnhem     | Sportcentrum Papendal            | 7ª in Eredivisie         |
| Zwolle         | dettagli | Zwolle     | Landstede Sportcentrum           | 6ª in Eredivisie         |

### Regular season

#### Risultati
| Prima giornata |                            |     |                                   |
|                |                            |     |                                   |
| 12-10          | Zwolle - Talent Team       | 2-3 | 20-25, 25-12, 25-21, 23-25, 12-15 |
| 12-10          | Set-Up'65 - Flamingo's '56 | 3-2 | 25-16, 22-25, 25-19, 18-25, 15-12 |
| 12-10          | Alterno - Sneek            | 3-2 | 16-25, 20-25, 25-20, 25-16, 15-13 |
| 13-10          | Apollo 8 - Eurosped        | 1-3 | 26-24, 20-25, 18-25, 18-25        |
| 13-10          | Peelpush - Sliedrecht      | 1-3 | 25-20, 23-25, 22-25, 16-25        |

| Seconda giornata |                           |     |                                   |
|                  |                           |     |                                   |
| 15-10            | Talent Team - Set-Up'65   | 0-3 | 15-25, 18-25, 7-25                |
| 16-10            | Flamingo's '56 - Peelpush | 3-2 | 14-25, 25-20, 25-16, 22-25, 17-15 |
| 16-10            | Alterno - Apollo 8        | 1-3 | 11-25, 15-25, 25-17, 21-25        |
| 16-10            | Sneek - Sliedrecht        | 1-3 | 22-25, 18-25, 25-20, 21-25        |
| 16-10            | Eurosped - Zwolle         | 3-1 | 25-22, 20-25, 25-20, 25-23        |

| Terza giornata |                             |     |                            |
|                |                             |     |                            |
| 19-10          | Zwolle - Alterno            | 3-1 | 25-23, 25-20, 23-25, 25-17 |
| 19-10          | Apollo 8 - Sneek            | 3-0 | 25-19, 25-21, 32-30        |
| 19-10          | Set-Up'65 - Eurosped        | 0-3 | 26-28, 16-25, 18-25        |
| 19-10          | Sliedrecht - Flamingo's '56 | 3-0 | 25-20, 25-12, 25-12        |
| 20-10          | Peelpush - Talent Team      | 3-0 | 25-18, 25-21, 25-20        |

| Quarta giornata |                          |     |                                   |
|                 |                          |     |                                   |
| 26-10           | Sneek - Flamingo's '56   | 2-3 | 25-17, 25-21, 19-25, 21-25, 11-15 |
| 26-10           | Talent Team - Sliedrecht | 1-3 | 12-25, 25-17, 15-25, 17-25        |
| 26-10           | Apollo 8 - Zwolle        | 3-1 | 17-25, 25-23, 25-19, 25-12        |
| 26-10           | Alterno - Set-Up'65      | 0-3 | 22-25, 19-25, 23-25               |
| 26-10           | Eurosped - Peelpush      | 3-0 | 25-17, 27-25, 28-26               |

| Quinta giornata |                              |     |                                   |
|                 |                              |     |                                   |
| 02-11           | Sliedrecht - Eurosped        | 1-3 | 25-22, 21-25, 20-25, 13-25        |
| 02-11           | Zwolle - Sneek               | 3-1 | 15-25, 25-22, 25-19, 25-16        |
| 02-11           | Peelpush - Alterno           | 3-1 | 25-9, 17-25, 25-19, 25-22         |
| 02-11           | Set-Up'65 - Apollo 8         | 3-1 | 26-24, 25-15, 22-25, 25-19        |
| 03-11           | Flamingo's '56 - Talent Team | 3-2 | 25-19, 24-26, 22-25, 25-22, 15-10 |

| Sesta giornata |                           |     |                            |
|                |                           |     |                            |
| 09-11          | Zwolle - Set-Up'65        | 3-1 | 20-25, 25-19, 27-25, 25-16 |
| 09-11          | Alterno - Sliedrecht      | 0-3 | 10-25, 24-26, 13-25        |
| 09-11          | Apollo 8 - Peelpush       | 3-0 | 25-17, 29-27, 25-19        |
| 09-11          | Talent Team - Sneek       | 0-3 | 14-25, 16-25, 12-25        |
| 10-11          | Eurosped - Flamingo's '56 | 3-0 | 25-12, 25-22, 25-15        |

| Settima giornata |                          |     |                                  |
|                  |                          |     |                                  |
| 16-11            | Set-Up'65 - Sneek        | 1-3 | 25-15, 15-25, 16-25, 24-26       |
| 16-11            | Sliedrecht - Apollo 8    | 3-1 | 25-21, 20-25, 25-16, 25-16       |
| 16-11            | Talent Team - Eurosped   | 0-3 | 21-25, 18-25, 16-25              |
| 17-11            | Peelpush - Zwolle        | 2-3 | 32-34, 25-18, 25-18, 20-25, 9-15 |
| 17-11            | Flamingo's '56 - Alterno | 3-0 | 25-21, 25-16, 25-23              |

| Ottava giornata |                           |     |                                   |
|                 |                           |     |                                   |
| 30-11           | Set-Up'65 - Peelpush      | 3-2 | 26-24, 26-28, 23-25, 25-18, 17-15 |
| 30-11           | Sneek - Eurosped          | 1-3 | 16-25, 14-25, 25-23, 17-25        |
| 30-11           | Zwolle - Sliedrecht       | 1-3 | 21-25, 30-28, 22-25, 14-25        |
| 30-11           | Alterno - Talent Team     | 3-0 | 25-23, 25-18, 25-18               |
| 01-12           | Apollo 8 - Flamingo's '56 | 3-2 | 23-25, 25-17, 25-19, 25-27, 15-10 |

| Nona giornata |                         |     |                            |
|               |                         |     |                            |
| 07-12         | Sliedrecht - Set-Up'65  | 3-0 | 25-17, 25-21, 25-14        |
| 07-12         | Talent Team - Apollo 8  | 0-3 | 18-25, 12-25, 18-25        |
| 07-12         | Eurosped - Alterno      | 3-0 | 25-17, 25-18, 25-14        |
| 08-12         | Peelpush - Sneek        | 1-3 | 22-25, 18-25, 25-23, 23-25 |
| 08-12         | Flamingo's '56 - Zwolle | 3-1 | 25-13, 25-22, 18-25, 25-21 |

| Decima giornata |                            |     |                     |
|                 |                            |     |                     |
| 08-02           | Sliedrecht - Peelpush      | 3-0 | 25-15, 25-15, 25-21 |
| 08-02           | Talent Team - Zwolle       | 3-0 | 25-15, 27-25, 25-22 |
| 08-02           | Sneek - Alterno            | 3-0 | 25-17, 25-14, 25-23 |
| 09-02           | Flamingo's '56 - Set-Up'65 | 3-0 | 25-19, 25-23, 25-22 |
| 09-02           | Eurosped - Apollo 8        | 3-0 | 25-17, 25-16, 26-24 |

| Undicesima giornata |                           |     |                                   |
|                     |                           |     |                                   |
| 11-12               | Apollo 8 - Alterno        | 3-1 | 25-13, 25-21, 27-29, 25-12        |
| 11-12               | Set-Up'65 - Talent Team   | 3-1 | 22-25, 25-7, 25-9, 25-18          |
| 11-12               | Peelpush - Flamingo's '56 | 0-3 | 16-25, 18-25, 17-25               |
| 11-12               | Sliedrecht - Sneek        | 3-0 | 25-21, 25-18, 25-16               |
| 12-12               | Zwolle - Eurosped         | 3-2 | 25-14, 10-25, 25-19, 20-25, 15-11 |

| Dodicesima giornata |                             |     |                                   |
|                     |                             |     |                                   |
| 14-12               | Alterno - Zwolle            | 2-3 | 17-25, 17-25, 25-17, 25-22, 10-15 |
| 14-12               | Sneek - Apollo 8            | 1-3 | 25-27, 22-25, 25-23, 14-25        |
| 15-12               | Flamingo's '56 - Sliedrecht | 0-3 | 16-25, 20-25, 17-25               |
| 15-12               | Talent Team - Peelpush      | 0-3 | 24-26, 13-25, 13-25               |
| 15-12               | Eurosped - Set-Up'65        | 3-0 | 25-21, 28-26, 25-16               |

| Tredicesima giornata |                          |     |                                   |
|                      |                          |     |                                   |
| 04-01                | Zwolle - Apollo 8        | 1-3 | 16-25, 16-25, 25-21, 13-25        |
| 04-01                | Sliedrecht - Talent Team | 3-0 | 25-21, 25-19, 25-13               |
| 05-01                | Peelpush - Eurosped      | 2-3 | 25-14, 25-17, 16-25, 13-25, 12-15 |
| 05-01                | Flamingo's '56 - Sneek   | 0-3 | 18-25, 15-25, 19-25               |
| 22-01                | Set-Up'65 - Alterno      | 3-2 | 25-17, 26-28, 19-25, 25-22, 15-6  |

| Quattordicesima giornata |                              |     |                                   |
|                          |                              |     |                                   |
| 08-01                    | Sneek - Zwolle               | 3-1 | 19-25, 25-15, 25-12, 25-18        |
| 08-01                    | Eurosped - Sliedrecht        | 0-3 | 19-25, 24-26, 16-25               |
| 09-01                    | Apollo 8 - Set-Up'65         | 3-2 | 18-25, 18-25, 25-18, 25-19, 15-10 |
| 29-01                    | Alterno - Peelpush           | 1-3 | 23-25, 17-25, 26-24, 12-25        |
| 05-02                    | Talent Team - Flamingo's '56 | 1-3 | 17-25, 25-18, 22-25, 20-25        |

| Quindicesima giornata |                           |     |                                   |
|                       |                           |     |                                   |
| 11-01                 | Set-Up'65 - Zwolle        | 0-3 | 20-25, 17-25, 20-25               |
| 11-01                 | Sliedrecht - Alterno      | 3-0 | 25-17, 25-15, 25-19               |
| 12-01                 | Flamingo's '56 - Eurosped | 2-3 | 16-25, 23-25, 25-22, 25-23, 12-15 |
| 12-01                 | Peelpush - Apollo 8       | 3-2 | 18-25, 14-25, 25-22, 25-17, 15-12 |
| 12-01                 | Sneek - Talent Team       | 3-0 | 25-19, 25-15, 26-24               |

| Sedicesima giornata |                          |     |                                  |
|                     |                          |     |                                  |
| 18-01               | Zwolle - Peelpush        | 3-1 | 16-25, 25-17, 25-14, 25-19       |
| 18-01               | Alterno - Flamingo's '56 | 3-1 | 25-12, 17-25, 25-23, 25-11       |
| 18-01               | Sneek - Set-Up'65        | 3-0 | 25-17, 25-21, 25-18              |
| 19-01               | Apollo 8 - Sliedrecht    | 2-3 | 25-21, 25-14, 21-25, 19-25, 7-15 |
| 19-01               | Eurosped - Talent Team   | 3-0 | 25-10, 28-26, 25-19              |

| Diciassettesima giornata |                           |     |                                   |
|                          |                           |     |                                   |
| 25-01                    | Eurosped - Sneek          | 3-2 | 20-25, 25-23, 22-25, 25-21, 15-10 |
| 25-01                    | Sliedrecht - Zwolle       | 3-1 | 15-25, 25-16, 25-21, 25-16        |
| 26-01                    | Flamingo's '56 - Apollo 8 | 2-3 | 17-25, 22-25, 25-19, 25-20, 10-15 |
| 26-01                    | Peelpush - Set-Up'65      | 0-3 | 20-25, 20-25, 21-25               |
| 26-01                    | Talent Team - Alterno     | 3-0 | 25-21, 25-19, 25-16               |

| Diciottesima giornata |                         |     |                            |
|                       |                         |     |                            |
| 01-02                 | Set-Up'65 - Sliedrecht  | 1-3 | 16-25, 13-25, 25-23, 22-25 |
| 01-02                 | Zwolle - Flamingo's '56 | 1-3 | 25-16, 20-25, 23-25, 23-25 |
| 01-02                 | Alterno - Eurosped      | 0-3 | 15-25, 17-25, 22-25        |
| 01-02                 | Apollo 8 - Talent Team  | 3-0 | 25-18, 25-20, 25-21        |
| 01-02                 | Sneek - Peelpush        | 3-0 | 25-12, 25-21, 25-11        |

#### Classifica
| Pos. | Squadra        | Pt | G  | V  | P  | SV | SP | Ratio | PF    | PS    | Ratio |
| ---- | -------------- | -- | -- | -- | -- | -- | -- | ----- | ----- | ----- | ----- |
| 1.   | Sliedrecht     | 50 | 18 | 17 | 1  | 52 | 12 | 4,333 | 1 524 | 1 219 | 1,250 |
| 2.   | Eurosped       | 46 | 18 | 16 | 2  | 50 | 16 | 3,125 | 1 545 | 1 300 | 1,188 |
| 3.   | Apollo 8       | 35 | 18 | 12 | 6  | 43 | 29 | 1,483 | 1 609 | 1 481 | 1,086 |
| 4.   | Sneek          | 30 | 18 | 9  | 9  | 37 | 30 | 1,233 | 1 489 | 1 395 | 1,067 |
| 5.   | Flamingo's '56 | 28 | 18 | 9  | 9  | 36 | 36 | 1,000 | 1 483 | 1 559 | 0,951 |
| 6.   | Zwolle         | 22 | 18 | 8  | 10 | 34 | 40 | 0,850 | 1 573 | 1 612 | 0,976 |
| 7.   | Set-Up'65      | 22 | 18 | 8  | 10 | 29 | 38 | 0,763 | 1 442 | 1 455 | 0,991 |
| 8.   | Peelpush       | 18 | 18 | 5  | 13 | 26 | 43 | 0,605 | 1 439 | 1 532 | 0,939 |
| 9.   | Alterno        | 10 | 18 | 3  | 15 | 18 | 48 | 0,375 | 1 280 | 1 527 | 0,838 |
| 10.  | Talent Team    | 9  | 18 | 3  | 15 | 14 | 47 | 0,298 | 1 142 | 1 446 | 0,790 |

      Ammesse alla Pool scudetto.
      Alla Pool salvezza.

### Pool scudetto

#### Risultati
| Prima giornata |                           |     |                            |
|                |                           |     |                            |
| 21-02          | Flamingo's '56 - Eurosped | 0-3 | 20-25, 14-25, 20-25        |
| 22-02          | Sneek - Apollo 8          | 0-3 | 17-25, 24-26, 15-25        |
| 23-02          | Zwolle - Sliedrecht       | 1-3 | 25-19, 11-25, 19-25, 25-27 |

| Seconda giornata |                        |     |                            |
|                  |                        |     |                            |
| 29-02            | Apollo 8 - Sliedrecht  | 3-1 | 25-20, 25-23, 16-25, 25-22 |
| 29-02            | Sneek - Flamingo's '56 | 3-0 | 25-23, 25-11, 25-14        |
| 01-03            | Eurosped - Zwolle      | 3-0 | 25-18, 25-18, 25-18        |

| Terza giornata |                           |     |                            |
|                |                           |     |                            |
| 03-03          | Flamingo's '56 - Apollo 8 | 0-3 | 18-25, 11-25, 25-27        |
| 04-03          | Sliedrecht - Eurosped     | 3-0 | 25-9, 25-23, 25-23         |
| 04-03          | Zwolle - Sneek            | 1-3 | 21-25, 21-25, 25-22, 23-25 |

| Quarta giornata |                         |     |                                   |
|                 |                         |     |                                   |
| 07-03           | Apollo 8 - Eurosped     | 3-2 | 15-25, 25-23, 12-25, 25-18, 15-13 |
| 07-03           | Sneek - Sliedrecht      | 1-3 | 14-25, 25-20, 19-25, 22-25        |
| 08-03           | Flamingo's '56 - Zwolle | 0-3 | 23-25, 23-25, 14-25               |

| Quinta giornata |                             |   |           |
|                 |                             |   |           |
| -               | Sliedrecht - Flamingo's '56 | - | annullata |
| -               | Zwolle - Apollo 8           | - | annullata |
| -               | Eurosped - Sneek            | - | annullata |

| Sesta giornata |                           |   |           |
|                |                           |   |           |
| -              | Sliedrecht - Zwolle       | - | annullata |
| -              | Eurosped - Flamingo's '56 | - | annullata |
| -              | Apollo 8 - Sneek          | - | annullata |

| Settima giornata |                        |   |           |
|                  |                        |   |           |
| -                | Sliedrecht - Apollo 8  | - | annullata |
| -                | Zwolle - Eurosped      | - | annullata |
| -                | Flamingo's '56 - Sneek | - | annullata |

| Ottava giornata |                           |   |           |
|                 |                           |   |           |
| -               | Apollo 8 - Flamingo's '56 | - | annullata |
| -               | Eurosped - Sliedrecht     | - | annullata |
| -               | Sneek - Zwolle            | - | annullata |

| Nona giornata |                         |   |           |
|               |                         |   |           |
| -             | Sliedrecht - Sneek      | - | annullata |
| -             | Zwolle - Flamingo's '56 | - | annullata |
| -             | Eurosped - Apollo 8     | - | annullata |

| Decima giornata |                             |   |           |
|                 |                             |   |           |
| -               | Apollo 8 - Zwolle           | - | annullata |
| -               | Sneek - Eurosped            | - | annullata |
| -               | Flamingo's '56 - Sliedrecht | - | annullata |

#### Classifica
| Pos. | Squadra        | Pt tot | Bonus | Pt | G | V | P | SV | SP | Ratio | PF  | PS  | Ratio |
| ---- | -------------- | ------ | ----- | -- | - | - | - | -- | -- | ----- | --- | --- | ----- |
| 1.   | Apollo 8       | 14     | 3     | 11 | 4 | 4 | 0 | 12 | 3  | 4,000 | 336 | 304 | 1,105 |
| 2.   | Sliedrecht     | 14     | 5     | 9  | 4 | 3 | 1 | 10 | 5  | 2,000 | 356 | 306 | 1,163 |
| 3.   | Eurosped       | 11     | 4     | 7  | 4 | 2 | 2 | 8  | 6  | 1,333 | 309 | 275 | 1,124 |
| 4.   | Sneek          | 8      | 2     | 6  | 4 | 2 | 2 | 7  | 7  | 1,000 | 308 | 309 | 0,997 |
| 5.   | Zwolle         | 3      | 0     | 3  | 4 | 1 | 3 | 5  | 9  | 0,556 | 299 | 328 | 0,912 |
| 6.   | Flamingo's '56 | 1      | 1     | 0  | 4 | 0 | 4 | 0  | 12 | 0,000 | 216 | 302 | 0,715 |

### Pool salvezza

#### Risultati
| Prima giornata |                    |     |                           |
|                |                    |     |                           |
| 01-03          | Alterno - Peelpush | 1-3 | 19-25, 25-9, 23-25, 22-25 |

| Seconda giornata |                     |     |                                   |
|                  |                     |     |                                   |
| 07-03            | Set-Up'65 - Alterno | 2-3 | 15-25, 22-25, 26-24, 25-20, 10-15 |

| Terza giornata |                      |   |           |
|                |                      |   |           |
| -              | Peelpush - Set-Up'65 | - | annullata |

| Quarta giornata |                    |   |           |
|                 |                    |   |           |
| -               | Peelpush - Alterno | - | annullata |

| Quinta giornata |                     |   |           |
|                 |                     |   |           |
| -               | Alterno - Set-Up'65 | - | annullata |

| Sesta giornata |                      |   |           |
|                |                      |   |           |
| -              | Set-Up'65 - Peelpush | - | annullata |

#### Classifica
| Pos. | Squadra   | Pt tot | Bonus | Pt | G | V | P | SV | SP | Ratio | PF  | PS  | Ratio |
| ---- | --------- | ------ | ----- | -- | - | - | - | -- | -- | ----- | --- | --- | ----- |
| 1.   | Peelpush  | 4      | 1     | 3  | 1 | 1 | 0 | 3  | 1  | 3,000 | 84  | 89  | 0,944 |
| 2.   | Set-Up'65 | 3      | 2     | 1  | 1 | 0 | 1 | 2  | 3  | 0,667 | 98  | 109 | 0,899 |
| 3.   | Alterno   | 2      | 0     | 2  | 2 | 1 | 1 | 4  | 5  | 0,800 | 198 | 182 | 1,088 |

      Retrocessa in Topdivisie

## Classifica finale
| Pos | Squadra        | Verdetto              |
| --- | -------------- | --------------------- |
| 1   | Sliedrecht     | Challenge Cup 2020-21 |
| 2   | Eurosped       |                       |
| 3   | Apollo 8       |                       |
| 4   | Sneek          |                       |
| 5   | Zwolle         |                       |
| 6   | Flamingo's '56 |                       |
| 7   | Peelpush       |                       |
| 8   | Set-Up'65      |                       |
| 9   | Alterno        | Topdivisie 2020-21    |
| 10  | Talent Team    |                       |